# Stone Island
Stone Island er et italiensk tøjmærke designet af Massimo Osti i 1982. Stone Island er kendt for at være et mærke, som mange fodboldfans går med; de såkaldte Casuals.
Stone Island har en lokal fabrik i Ravarino i Italien. Her har de produktudviklet siden 1982. De har arbejdet på at sætte nye standarder for, hvordan beklædningens funktionaliteter kan laves. Eksempelvis har de udviklet en vinterjakke, der skifter farve, når luften er under frysepunktet. 
Virksomhedens nuværende direktør er Carlo Rivetti.
Stone Island er meget kontrollerende omkring deres brand, og derfor findes der relativt få forhandlere af mærket. I Danmark forhandles Stone Island bl.a. i Le Fix, Casual Clothing, Kaufmann, And Pants, Stoy og Dr, Adams. 